# Ross Taylor (ishockeyspelare)
Ross Croft Taylor, född 26 april 1902 i Toronto, död där 3 maj 1984, var en kanadensisk ishockeyspelare. Taylor blev olympisk guldmedaljör i ishockey vid vinterspelen 1928 i Sankt Moritz.